# スーパービンゴV
『スーパービンゴV』は、2007年11月にベルコより販売された5号機パチスロ機である。保通協における型式名も同じ。2002年に4号機でAT機として発売された『スーパービンゴ』の後継機。

## 概要
本機は、ベルコ伝統の7セグデジタルにより、ボーナス当選やART突入を様々に演出している。ボーナスは、465枚の払い出しで終了する「スーパービッグボーナス (SBB)」と、179枚の払い出しで終了する「ビッグボーナス (BB)」の2種類。
ボーナス終了後はART突入のチャンスゾーンであるビンゴゲーム (BG) に突入し、特殊リプレイを引く前にチャンス目(9枚役の取りこぼしで停止)を引くことで、基本77GのART「ビンゴチャンス (BC)」もしくは次ボーナスまで継続する「スーパービンゴチャンス (SBC)」に突入する。ビンゴチャンス中は通常時は全てフォローできない3つの9枚役の成立をナビすることで、平均1.5枚/Gのコインを獲得できる。

## ボーナス
ボーナスは、2種類あり、終了後はビンゴゲームに突入する。
- スーパービッグボーナス (SBB)：465枚の払い出し（純増約312枚）で終了。ARTへの突入率はほぼ100%。
- ビッグボーナス (BB)：179枚の払い出し（純増約120枚）で終了。ARTへの突入率は約50%。

## ビンゴゲーム
ボーナス終了後に突入するチャンスゾーン。特殊リプレイを引く前にチャンス目を引くことで、ビンゴチャンス突入となる。チャンス目は9枚役の取りこぼしで停止する。
9枚役図柄は、赤・緑・黄色の3種類があり、1色成立の場合と2色同時成立の場合があり、1色成立9枚役を取りこぼした場合には弱チャンス目（丸いビンゴ図柄揃い）、2色同時成立9枚役を取りこぼした場合には強チャンス目（文字ビンゴ図柄または7・文字ビンゴ・文字ビンゴ）が揃う。

## ビンゴチャンス
ビンゴゲーム中に引いたチャンス目により突入するビンゴチャンスが異なる。
弱チャンス目が揃った場合、基本77Gを1セットのビンゴチャンスに突入する。ビンゴチャンスは全設定共通で80%の継続率があり、ビンゴチャンス終了後はビンゴゲームに再突入して、ビンゴチャンスの抽選が行われる。
また、強チャンス目の場合は、次ボーナスまで継続する(正確には5000G)スーパービンゴチャンスに突入する。その際、4号機『スーパービンゴ』でのスーパービンゴチャンス発展時に発生した「ふぅあふぅあ!!!」という効果音が発生する。
ビンゴチャンス中は通常時は全てフォローできない3つのチェリーの成立をナビすることで、平均1.5枚/Gのコインを獲得できる。